# 米兰达·奥图
米兰达·奥图（英語：Miranda Otto，1967年12月16日—）是一位澳大利亚女演员，其雙親和妹妹也都是演员。奥图的演艺生涯于1986年开始，已经出演过多部独立和大型电影公司制作的电影。奥图的大银幕处女作是1986年的澳大利亚电影《埃玛的战争》（Emma's War），在其中扮演一个于第二次世界大战期间搬到澳大利亚乡间生活的少女。接下来的十年里继续出演了多部澳大利亚电影，获得了广泛的好评，并在出演了1998年的战争片《细细的红线》和2000年的恐怖片《危机四伏》（What Lies Beneath）后成为好莱坞影星。2000年代初，她在彼得·杰克逊的《指环王》系列电影三部曲中饰演伊歐玟一角，开始成为家喻户晓的女演员。

## 早年生活
米兰达·奥托出生于澳大利亚昆士兰州的布里斯班，她的父亲巴里·奥托（Barry Otto），母亲林赛·奥托（Lindsay Otto），以及同父异母的妹妹加茜·奥托（Gracie Otto）都是演员。米兰达在布里斯班和新南威尔士州的纽卡斯尔长大，六岁那年父母离婚后，她短暂在香港居住。米兰达会到悉尼与自己的父亲一起过周末和节日，并由此对表演产生了兴趣。
童年时期的米兰达会在空余时间里和朋友们一起编写剧本，设计服装和传单。她在尼姆罗德剧院的多部舞台剧中亮相并引起了选角导演费斯·马丁（Faith Martin）的注意。奥托随后获得了出演以第二次世界大战为背景的1986年电影《埃玛的战争》的机会。少女时代的奥托在学术和芭蕾舞上都有上佳表现，并一度考虑成为职业芭蕾舞演员。然而因患有中度脊椎側彎，她只能放弃这一理想。1990年，奥托从悉尼的澳大利亚国家戏剧艺术研究所毕业。毕业前她还有在几部电影中出演过小配角，包括1987年的《引发》（Initiation）和1988年的《异次元骇客》（The 13th Floor）。

## 事业

### 早年事业
奥托毕业后出演的第一部电影是1991年的《迟到女孩》（The Girl Who Came Late），扮演内尔·蒂斯柯依兹（Nell Tiscowitz）一角。这也是她事业上的突破口，为她赢得了澳大利亚电影业界和公众的注意。在这部由凯西·穆勒（Kathy Mueller）执导的电影中，她诠释的是一位能够与马交流的年轻女性，并因此而于次年获得了澳大利亚电影学院的最佳女主角奖提名。
奥托的下一部作品是1992年的电影《阖家不欢》（The Last Days of Chez Nous），该片讲述了一个澳大利亚家庭中各成员间的复杂关系。影片为她赢得了第二项澳大利亚电影学院奖提名，这一次提名的是最佳女配角奖。1993年，奥托与诺亚·泰勒（Noah Taylor）一起出演了带有性挑逗意味的喜剧片《末世恋情》（The Nostradamus Kid），该片是根据作家鲍勃·埃利斯（Bob Ellis）于1960年代撰写的回忆录改编。奥托在面对采访时表示，自己接演该片是因为“对那段时期本身及其人物都感到着迷”。到了1995年，她又在独立制片电影《性爱是个有四个字母的词》（Sex Is a Four Letter Word）中出演了一个小角色。
1995年，奥托因为没能得到自己参加试镜的角色而开始对自己事业上所做的选择产生疑虑。她飞回纽卡斯尔生活了近一年，粉刷母亲的房子。1996年，导演雪莉·巴雷特（Shirley Barrett）选中奥托出演电影《爱的小夜曲》（Love Serenade），她诠释的是一位名叫迪米提·赫利（Dimity Hurley）的孤独年轻女服务员，与姐姐薇基-安（Vicki-Ann）一起对来自布里斯班的一位知名产生了好感。影片获得了较为正面的评价，在线影评人史蒂夫·罗德斯（Steve Rhodes）称赞奥托给出了片中最精彩的表现。
奥托在1997年的电影《井》（The Well）和《旅途歌手》（Doing Time for Patsy Cline）中开始担任主演。起初收到《井》的剧本时她并不愿打开细看，因为担心自己可能得不到这个角色。当时奥托已经30岁，所以她觉得自己来饰演片中年仅18岁的凯瑟琳（Katherine）可能会缺乏可信度。这部由萨曼莎·朗）执导的电影讲述了奥托扮演的少女和一位年长女性之间的关系。影片所获评价褒贬不一，影评人保罗·费舍尔（Paul Fisher）称奥托表演的可信度与她出演过的其他同类角色相比有所不及，而路易丝·凯勒（Louise Keller）则称赞这是奥托从影以来最精彩的演出。奥托因本片获得了自己的第三次澳大利亚电影学院奖提名。同年晚些时候，她又与理查德·劳斯伯格（Richard Roxburgh）一起出演了《旅途歌手》。奥托需要在这部低成本澳大利亚电影中表演乡村音乐，影片所获评价同样褒贬不一。
《井》和《旅途歌手》上映后，杂志和其它媒体都对这位女演员产生了兴趣。1997年，奥托开始与《旅途歌手》的男主演理查德·劳斯伯格约会，她也因此成为当时澳大利亚小报杂志的常规目标，并对此感到很不习惯。
奥托出演的下一部电影是1998年的浪漫喜剧《死信办公室》（Dead Letter Office），她的父亲巴里在片中有短暂露面，这也是父女俩的首次合作。接下来奥托又在詹姆斯·博格尔（James Bogle）导演的《冬日之光》（In the Winter Dark）中饰演了一位名叫罗尼（Ronnie）的女子，有孕在身但又被男友抛弃。影片在澳大利亚获得了广泛好评，奥托因此第4次入围澳大利亚电影学院奖。同年她在泰伦斯·马力克执导，乔治·克鲁尼和西恩·潘等人主演的二战题材大成本电影《细细的红线》中出演了一个小角色，从此开始成为国际影星，在澳大利亚以外的多个国家参加演出。例如她于2001年参演了意大利低成本电影《三条腿的狐狸》（La volpe a tre zampe），该片于2004年2月在柏林国际电影节上首映，2005年11月5日在匈牙利电视频道首播，2009年3月在意大利电视台首播。

### 好莱坞
奥托出演的第一部美国电影是2000年上映的惊悚片《危机四伏》，该片由罗伯特·泽米基斯执导，哈里森·福特和米歇尔·菲佛主演，奥托饰演的是福特和菲佛角色的神秘邻居玛丽·福尔（Mary Feur）。影片所获评价褒贬不一，但商业上较为成功，全球票房超过2.91亿美元。2001年，奥托获选在喜剧片《人性》中饰演一位博物学家。编剧查理·卡夫曼对她两年前参加自己电影《成为约翰·马尔科维奇》试镜时的表现留下了深刻印象，于是安排奥托参加试镜并与导演米歇尔·贡德里见面。但是《人性》无论是在商业上还是专业评价上表现都很不理想，影评人杰弗里·M·安德森（Jeffrey M. Anderson）批评了奥托的法国口音，称她的角色看起来与周遭发生的事情格格不入。同年她还出现在英国广播公司的电视剧《如今世道》中，该剧根据安东尼·特洛勒普的同名小说改编，奥托饰演的角色处心积虑地想让基利安·墨菲扮演的角色和自己结婚。
1999年，奥托获选在《指环王》系列电影三部曲中扮演伊歐玟，洛汗的一位女战士。导演彼得·杰克逊看到她在澳大利亚拍摄的试镜影片后立即就拍板决定请她出演。为了演好这个角色，奥托花了六个星期学习骑马和特技舞蹈。她的角色在2002年的续集《指环王：双塔奇兵》中首度登场，并且出现在2003年的《指环王：王者归来》中。《指环王》三部曲无论是在票房还是专业评论领域都大获成功，其中第三部电影在第76届奥斯卡金像奖角逐中赢得了包括最佳影片、导演、原著改编在内的11项大奖，奥托的表演也为她赢得了帝国奖最佳女演员奖提名和土星奖最佳女配角奖提名。
奥托的下一个项目是澳大利亚电视迷你剧集《深夜中的呼唤》（Through My Eyes: The Lindy Chamberlain Story），影片取材于澳大利亚历史上最知名的其中一起谋杀案被告林迪·张伯伦（Lindy Chamberlain）的真实经历，她曾受到谋杀自己幼女的指控并被陪审团定罪。奥托的丈夫皮特·奥布莱恩获选出演检察官伊恩·巴克（Ian Barker）后她也随即入选出演女主角张伯伦。接受采访时奥托表示，自己接演这一角色是因为这是一次对非传统角色加以探索的宝贵机遇。为此她在2005年的洛吉奖角逐中荣获正剧剧集类最佳女演员奖。
美国导演史蒂文·斯皮尔伯格对奥托在《指环王》系列电影中的表现留下的深刻印象，因此打电话邀请她在自己导演的大成本科幻片《世界大战》中与汤姆·克鲁斯演对手戏。奥托当时怀有身孕，本以为自己无望出演，但之后剧本经过改写来配合她的情况。2005年女儿出世后，奥托息影一段时间，在澳大利亚专心养育女儿，并在剧院参加演出。
2007年，奥托在电视迷你剧集《头号前妻》（The Starter Wife）扮演克里克特·斯图尔特（Cricket Stewart）一角，是位事业成功导演的妻子。同年她又出演了美国电视剧集《女人帮》（Cashmere Mafia），在剧中饰演朱丽叶·德雷珀（Juliet Draper），是纽约一位成功的女性高管，需要依靠朋友来兼顾自己事业和家庭上的需要。奥托表示，自己选择出演《女人帮》是因为“当时的美国电视节目很有趣，更重要的是，里面的女性角色真是太棒了”，她还表示，自己“喜欢经过长时间构思和发展的角色”。不过该剧于2008年5月起予以取消。

### 剧场
米兰达·奥托的剧场处女作是1986年悉尼剧院公司制作的《柏蒂娜的苦泪》（The Bitter Tears of Petra Von Kant）。之后从1980年代末到1990年代初，她又出演了另外三部该公司制作的舞台剧。2002年，她回归剧场舞台，在《玩偶之家》中扮演诺拉·赫尔默（Nora Helmer），与之后将成为她丈夫的男演员皮特·奥布莱恩演对手戏。这次演出为奥托赢得了2003年赫尔普曼奖提名和奖年度最佳舞台剧女演员奖。
她的下一步剧场作品是2005年的心理惊悚舞台剧《男孩追求女孩》（Boy Gets Girl），扮演的是纽约一家杂志社的记者。奥托是在发现自己怀孕前几天答应出演的，导演罗宾·内文（Robyn Nevin）为此将制作时间从2004年12月改为2005年9月，以便她能够参加演出。2005年，内文又开始了一部自己专为奥托定制舞台剧的前期制作工作。

## 个人生活
2003年1月1日，米兰达·奥托与男演员皮特·奥布莱恩成婚，两人是在参加《玩偶之家》演出时认识的。两人的独女达茜（Darcey）于2005年4月1日出生。怀着女儿的奥托差点不得不放弃出演《世界大战》的机会，女儿出世后，她开始淡出影坛，以便腾出更多的时间陪伴自己身在澳大利亚的家人。
在2004年接受采访时奥托表示，希望自己永远都不要像另一位澳大利亚女星妮可·基德曼那样名扬天下，因为她觉得自己可能永远都无法处理好那样的生活。

## 作品年表
| 年份 | 片名                       | 角色                  | 说明 |
| ---- | -------------------------- | --------------------- | --- |
| 1986 | 《埃玛的战争》             | 埃玛·格兰奇（Emma Grange）       | |
| 1987 | 《引发》                   | 史蒂维（Stevie）            | |
| 1988 | 《异次元骇客》             | 丽贝卡（Rebecca）            | |
| 1991 | 《迟到女孩》               | 内尔·蒂斯柯依兹       | 提名—澳大利亚电影学院最佳女主角奖 |
| 1992 | 《英雄II：归来》（Heroes II: The Return）       | 罗马·佩奇（Roma Page）         | 电视电影 |
| 1992 | 《阖家不欢》               | 安妮（Annie）              | 提名—澳大利亚电影学院最佳女配角奖 提名—澳大利亚影评人协会最佳女配角奖                                                                           |
| 1993 | 《末世恋情》               | 珍妮·奥布莱恩（Jennie O'Brien）     | |
| 1995 | 《性爱是个有四个字母的词》 | 薇薇（Viv）              | |
| 1996 | 《爱的小夜曲》             | 迪米提·赫利           | |
| 1997 | 《井》                     | 凯瑟琳                | 提名—澳大利亚电影学院最佳女主角奖 提名—澳大利亚影评人协会最佳女演员奖                                                                           |
| 1997 | 《真爱与混乱》（True Love and Chaos）         | 咪咪（Mimi）              | |
| 1997 | 《旅途歌手》               | 佩茜（Patsy）              | |
| 1998 | 《死信办公室》             | 爱丽丝·沃尔什（Alice Walsh）     | 提名—澳大利亚影评人协会最佳女演员奖 |
| 1998 | 《冬日之光》               | 罗尼                  | 提名—澳大利亚电影学院最佳女配角奖 |
| 1998 | 《细细的红线》             | 马蒂·贝尔（Marty Bell）         | |
| 1999 | 《终极猎杀》（The Jack Bull）           | 科拉·雷丁（Cora Redding）         | 电视电影 |
| 2000 | 《亲属》（Kin）               | 安娜（Anna）              | |
| 2000 | 《危机四伏》               | 玛丽·福尔             | |
| 2001 | 《三条腿的狐狸》           | 露丝（Ruth）              | |
| 2001 | 《人性》                   | 加布里埃尔（Gabrielle）        | |
| 2001 | 《如今世道》               | 赫特尔夫人（Mrs. Hurtle）        | 电视迷你剧集 |
| 2002 | 《阖上你的双眼》（Doctor Sleep）       | 克拉拉·斯特罗瑟（Clara Strother）   | |
| 2002 | 《朱丽回家》（Julie Walking Home）           | 朱丽（Julie）              | |
| 2002 | 《指环王：双塔奇兵》       | 伊歐玟                | 在线影评人协会最佳群体表演奖 提名—帝国奖最佳女演员 提名—凤凰城影评人协会最佳群体表演奖 提名—美国演员工会奖电影杰出群体表演奖                    |
| 2003 | 《不一样的奇遇》（Danny Deckchair）       | 格伦达·莱克（Glenda Lake）       | |
| 2003 | 《指环王：王者归来》       | 伊歐玟                | 广播影评人协会最佳群体表演奖 国家评论协会最佳群体表演奖 凤凰城影评人协会最佳群体表演奖 美国演员工会奖电影杰出群体表演奖 提名—土星奖最佳女配角奖 |
| 2004 | 《在我父亲的洞穴里》（In My Father's Den）   | 潘妮（Penny）              | |
| 2004 | 《深夜中的呼唤》           | 林迪·张伯伦           | 电视迷你剧集 洛吉奖最佳正剧类女演员银奖 提名—澳大利亚电影学院最佳电视女主角奖                                                                   |
| 2004 | 《凤凰劫》（Flight of the Phoenix）             | 凯利·约翰逊（Kelly Johnson）       | |
| 2005 | 《世界大战》               | 玛丽·安·费里尔（Mary Ann Ferrier）    | |
| 2007 | 《头号前妻》               | 克里克特·斯图尔特     | 电视迷你剧集 |
| 2007 | 《女人帮》                 | 朱丽叶·德雷珀         | 电视剧集 |
| 2009 | 《如何在9周内改变》（In Her Skin）    | 巴伯夫人（Mrs. Barber）          | |
| 2009 | 《保佑》（Blessed）               | 比安卡（Bianca）            | |
| 2010 | 《孤独的南方》（South Solitary）         | 梅莉迪丝（Meredith）          | |
| 2010 | 《在古德家完事》（Get It at Goode's）       | 帕蒂·威廉姆斯（Patty Williams）     | |
| 2012 | 《费雪小姐探案集》（Miss Fisher's Murder Mysteries）     | 琳达（Linda）              | 电视剧集，第一集 |
| 2013 | 《握住月光》（Reaching for the Moon）           | 伊丽莎白·毕晓普       | |
| 2013 | 《变向》（The Turning）               | 雪莉（Sherry）              | |
| 2013 | 《送乡人》（The Homesman）             | 西奥琳·贝尔基纳普（Theoline Belknapp） | |
| 2014 | 《我，弗兰肯斯坦》         | 列奥诺拉（Leonore）          | |
| 2017 | 《安娜贝尔2》              | 艾瑟德爾·穆林斯 （Esther Mullins）  | |
| 2019 | 《寂靜殺機》               | Kelly Andrews         | |
| 2020 | 《婚姻大崩壞》             | -                     | |
| 2023 | 《鬼手鬼手 請開口》        | Sue                   | |